# Parque Nacional das Quirimbas

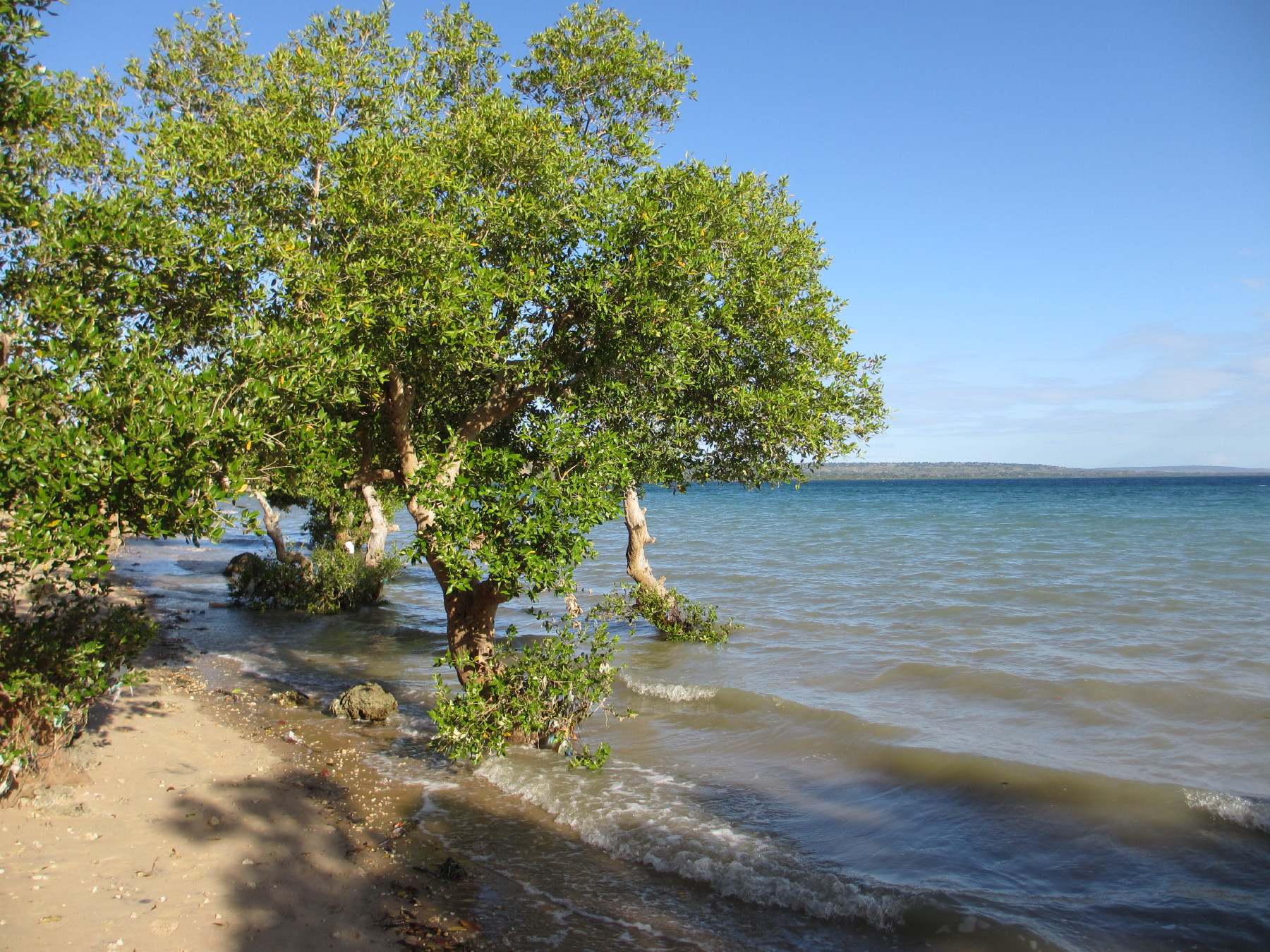
Mangal no Parque Nacional das Quirimbas

O Parque Nacional das Quirimbas é uma área de conservação de Moçambique. Localiza-se na região costeira do norte de Moçambique. O parque encontra-se localizado exclusivamente na província de Cabo Delgado, e abrange parte de seis distritos centrais desta província, nomeadamente: Meluge, Ancuabe, Macomia, Ibo, Metuge e Quissanga, este último sendo o único que tem toda a sua superfície dentro do parque. Em termos astronómicos, o parque localiza-se entre as seguintes coordenadas geográficas: Latitude: 12° 00' 00" e 12° 55' 04" Sul, e Longitude: 39° 10' 00" e 40° 39' 44".
O parque abrange o arquipélago das Quirimbas, na província de Cabo Delgado, e ainda uma extensa área terrestre; no total, são 7500 km² de áreas protegidas dos quais cerca de 80 % (5.984 Km2) é ocupada pela parte continental e os restantes 20% (1.522 km2) são compostos por habitats insulares e marinhos. A extensão do latitudinal do parque é de aproximadamente 100 km, cobrindo a faixa compreendida entre a foz do Rio Tari, passando pela Ponta do Diabo, até à vila de Mucojo, no distrito de Macomia. Faz parte da área do parque o Banco de São Lázaro, que se situa a 42 milhas náuticos a leste da ilha do Ibo. Foi instituído em 2002, com o apoio da WWF. Na altura da sua criação viviam dentro do parque cerca de 136 000 pessoas em 154 aldeias, das quais 102 dentro dos seus limites e 52 na sua zona tampão conforme a projecção dos dados por aldeia.
As principais espécies protegidas incluem grandes mamíferos, tanto terrestres, como marinhos, como o elefante e o dugongo. Em termos de ecossistemas que se pretende proteger com este parque, encontram-se em primeiro lugar os recifes de coral que rodeiam várias das ilhas, mas também os mangais, em particular o da ilha do Ibo, localizada perto de um importante centro urbano, e a floresta de miombo, no continente, habitat de fauna diversificada.
Do ponto de vista de turismo, existem já infraestruturas em várias ilhas, assim como em praias do continente, uma vez que as águas são límpidas e com uma temperatura amena, proporcionando condições para o mergulho.